# Rudi Arnstadt

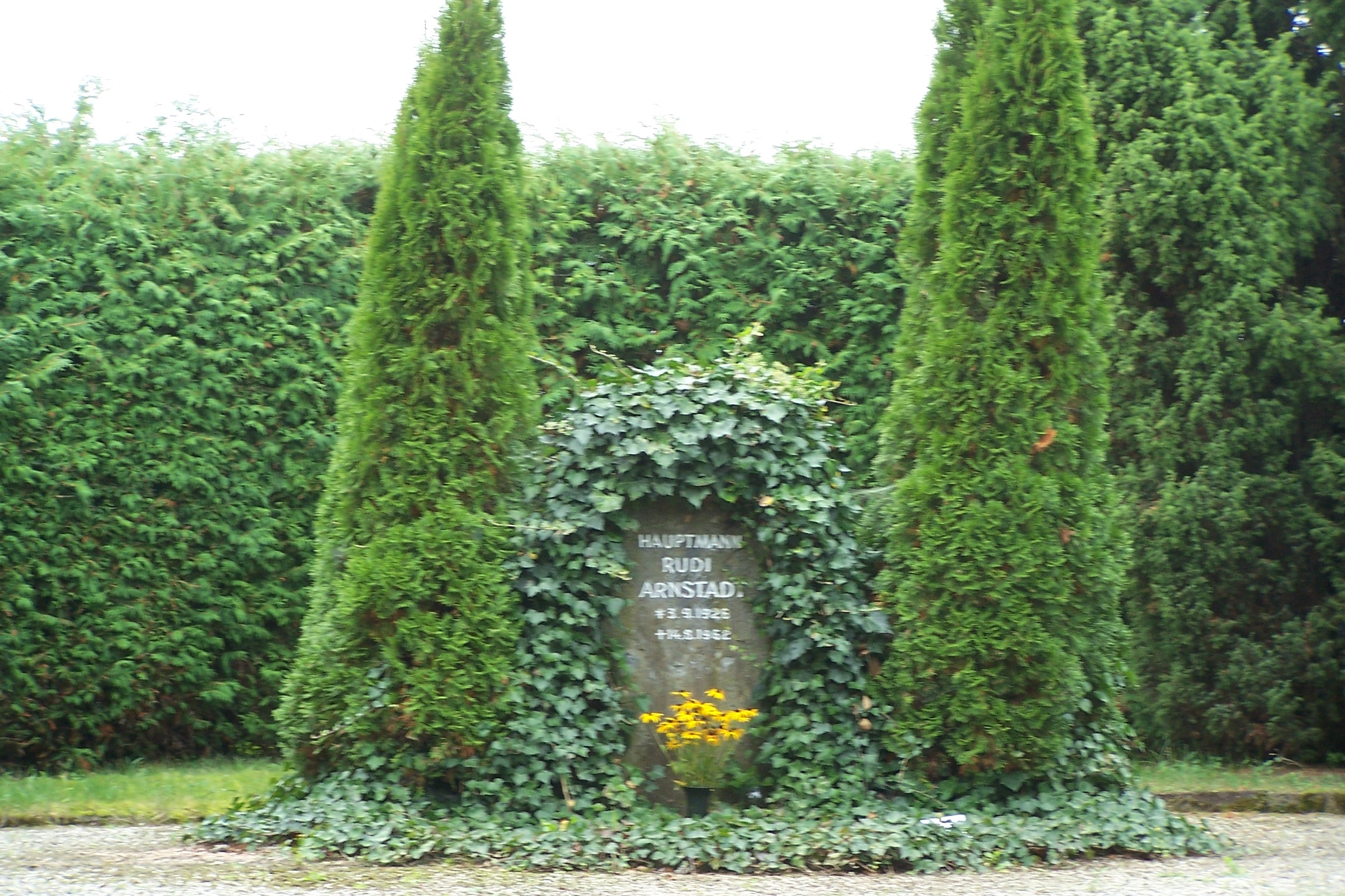
Der Gedenkstein für Rudi Arnstadt in Wiesenfeld im September 2013

Rudi Arnstadt (* 3. September 1926 in Erfurt; † 14. August 1962 bei Wiesenfeld) war ein Hauptmann der Grenztruppen der DDR, der 1962 bei einem Zwischenfall an der innerdeutschen Grenze von einem Beamten des Bundesgrenzschutzes (BGS) erschossen wurde. Während ihn die staatliche Propaganda der DDR zum Volkshelden und Märtyrer erhob, stellte die westdeutsche Seite ihre Ermittlungen in der Todessache Arnstadt mit der Begründung ein, dieser sei in Notwehr erschossen worden. Der Name des Todesschützen blieb bis 1996 geheim. Zu einer endgültigen Klärung der Schuldfrage ist es im wiedervereinigten Deutschland nicht gekommen. Arnstadts Tod rückte im Jahr 1998 durch die Ermordung des ehemaligen BGS-Beamten erneut ins Licht der Öffentlichkeit. Der Mordfall gab zu Spekulationen über Rachemotive Anlass, konnte aber ebenfalls nicht geklärt werden.

## Leben

### Herkunft und Jugend
Rudi Arnstadt war ein uneheliches Kind. Er wuchs in Erfurt in einer Pflegefamilie auf. Beide Pflegeeltern traten um 1928 der Kommunistischen Partei Deutschlands (KPD) bei. Die Pflegemutter war nach 1946 Lehrerin an einer Parteischule der Sozialistischen Einheitspartei Deutschlands (SED).
Nach dem Besuch der Volksschule arbeitete Arnstadt in einer Erfurter Gießerei, bis er 1943 zum Reichsarbeitsdienst und noch im selben Jahr zur Wehrmacht eingezogen wurde. Im Zweiten Weltkrieg kämpfte er als Infanterist bis 1945. Drei Monate nach Kriegsende kehrte Arnstadt aus britischer Kriegsgefangenschaft nach Erfurt zurück. Zunächst wieder Arbeiter, absolvierte er dann eine Lehre als Maler. Er wurde Mitglied der Freien Deutschen Jugend (FDJ) und trat im Oktober 1947 der SED bei. Im Februar 1948 heiratete Arnstadt eine Siebzehnjährige namens Christine. Aus der Ehe gingen drei Kinder hervor, von denen eines bald verstarb.

### Arnstadt als Grenzpolizist
Im Juni 1949 meldete sich Arnstadt für den Dienst bei der Volkspolizei (VP). Er wurde als Anwärter der VP der Bereitschaft Gotha zugeteilt, von wo aus er im März 1950 zur Grenzbereitschaft Dermbach der Deutschen Grenzpolizei kam. 1952 scheiterte in der Polizeischule Sondershausen Arnstadts erster Anlauf, Offizier zu werden. Seine Ehe wurde 1953 geschieden. Die beiden Kinder Veronika und Uwe blieben bei der Mutter. Wenig später heiratete Arnstadt ein zweites Mal. Nachdem er die Polizeischule mit Erfolg besucht hatte, wurde er 1954 zum Unterleutnant, 1955 zum Leutnant befördert.
Zunächst in Erfurt als Werber für die Grenztruppen tätig, wurde Arnstadt 1957 Kompaniechef der 6. Grenzkompanie der Grenzbereitschaft Dermbach. Arnstadts Grenzabschnitt lag bei Wiesenfeld in der Rhön. Diese am weitesten nach Westen ragende Gegend des Warschauer Paktes erweckte als Fulda Gap das besondere Interesse der NATO. Unweit von Wiesenfeld lag später auf dem  Rasdorfer Berg der Beobachtungsstützpunkt Point Alpha der US-Army.
Arnstadt zog mit seiner Frau nach Wiesenfeld. Dort warb ihn im April 1957 das Ministerium für Staatssicherheit (MfS) als Geheimen Informator (GI) an. Während Arnstadt zum Oberleutnant aufrückte, brach das MfS im Juni 1958 die Verbindung zu ihm ab. Im Jahr 1961 bezog das Ehepaar Arnstadt in Wiesenfeld das zwangsgeräumte Haus 25. Der bisherige Eigentümer war als „erzkatholischer Familienvater“ und „äußerst reaktionär“ mit seiner Familie im Rahmen der Aktion Kornblume nach Sachsen zwangsausgesiedelt worden.
Im gleichen Jahr wurde Arnstadt zum Hauptmann befördert. Er hatte gute Beurteilungen erhalten und war mehrmals ausgezeichnet worden, darunter mit der Medaille für vorbildlichen Grenzdienst. Der BGS schätzte Arnstadt als „sehr streng und korrekt“ und seine Kompanie als eine der „besten und zuverlässigsten“ ein. Obwohl dem MfS an Arnstadt „ein Übermaß an Eifer“ missfiel und ferner, dass er es nicht verstehe, „das Vertrauen [seiner Soldaten] zu erlangen“, plante es im März 1962 seine Wiederanwerbung als GI.

### Arnstadts Tod

#### Die Situation vor Ort
Unmittelbar vor dem Jahrestag des Baus der Berliner Mauer hatte die DDR-Propaganda die politische Stimmung aufgeheizt. Der im Vorjahr errichtete „antifaschistische Schutzwall“ habe den Weltfrieden gerettet. Nun aber hätten die „Bonner Ultras“ ein „Programm für Gewalttaten“ entwickelt. Die „Agentenzentralen in Westberlin“, der Wirkungsstätte von „Adenauers Gauleiter“ Willy Brandt, beabsichtigten Terroranschläge und würden „ganze Banden faschistischer und krimineller Elemente“ zusammenstellen. Für die Grenztruppen wurde erhöhte Einsatzbereitschaft angeordnet. Der Jahrestag verging ohne nennenswerte Vorfälle und die erhöhte Einsatzbereitschaft wurde am 14. August um 8 Uhr aufgehoben.
In Arnstadts Grenzabschnitt bei Wiesenfeld waren ab Anfang August 1962 Pioniere der Nationalen Volksarmee der DDR (NVA) unter Fahnen und Transparenten mit dem Bau eines Stacheldraht-Doppelzaunes als neuer Grenzsperre beschäftigt. Arnstadts Kompanie hatte diese Arbeiten in vorderster Linie zu überwachen. Diese Situation hatte in Arnstadts Verantwortungsbereich bereits ein Zugführer der Grenztruppen genutzt, um  nach Westdeutschland zu desertieren. Am 9. August war ihm ein NVA-Pionier gefolgt, indem er am Steuer einer jüngst eingeführten sowjetischen Artilleriezugmaschine ATS-59G die Grenze überrollte.
Auf westdeutscher Seite beobachteten am 14. August 1962 Beamte des BGS in Zugstärke das Geschehen. Zusätzlich hatten sie den Auftrag, Schaulustige fernzuhalten, sollten diese von der dicht parallel zur Grenze laufenden Ortsverbindungsstraße Setzelbach-Rasdorf aus versuchen, die DDR-Grenzer zu provozieren. Anwesend waren ebenfalls amerikanische Soldaten und mehrere Beamte des Zollaufsichtsdienstes und hessischer Finanzbehörden in Zivil.

#### Der tödliche Zwischenfall
Der tödliche Zwischenfall lässt sich schwer rekonstruieren, weil in der DDR eine staatsanwaltschaftliche Ermittlungsakte nicht vollständig vorhanden war oder nie existiert hat. Die Ermittlungsergebnisse der  Morduntersuchungskommission (MUK) der VP aus Suhl, des MfS und der Nationalen Volksarmee (NVA) sind nur unvollständig überliefert. Vernehmungen von Augenzeugen, die Spurensicherung, Tatortfotos, Angaben zu den abgegebenen Schüssen und der Obduktionsbericht fehlen.
Hünfelder Kriminalisten und BGS-Offiziere und Angehörige der MUK und der Grenztruppen begannen kurz nach dem Zwischenfall vor Ort zu ermitteln. Letztere ignorierten demonstrativ mündliche Angebote der westdeutschen Ermittler zur Zusammenarbeit. In der DDR zog die Generalstaatsanwaltschaft in Berlin die Ermittlungen an sich. Weil die westdeutschen Ermittler den Gesprächen der in Hörweite operierenden DDR-Ermittler entnommen hatten, dass der Schuss eines BGS-Angehörigen tödlich gewesen war, leitete die Staatsanwaltschaft in Fulda ein Ermittlungsverfahren wegen eines unnatürlichen Todesfalls ein.

#### Westdeutsche Ermittlungen
Nach westdeutschen Ermittlungen hatte am 14. August 1962 der BGS-Hauptmann Meißner die Grenze zwischen Setzelbach und Wiesenfeld abzuschreiten. Zweck des Patrouillengangs war die Vorbereitung einer Besichtigung der Bauarbeiten durch den Inspekteur des BGS Alfred Samlowski. Meißner waren die Oberjäger Hans Plüschke und Dieter Stief zugeteilt. An einer Stelle verlief die Grenze nicht gradlinig, sondern machte auf etwa 50 Meter Länge um einige Meter einen Sprung nach Westen, während der 10-Meter-Streifen und der DDR-Postenweg ungeknickt geradeaus weiterführten. Das schmale DDR-Territorium hatte ein hessischer Landwirt illegal seinem Acker zugeschlagen. Der Grenzstein, der das nördliche Ende des Streifens markierte, war im dort hohen Korn nur aus der Nähe zu erkennen. Dicht bei diesem Grenzstein hatten die BGS-Oberjäger Dieter Koch und Klaus Fischer Posten bezogen.
Als gegen 11:05 Uhr Meißners Patrouille entlang der Grenze auf Koch und Fischer zuging, wurde sie von der Seite aus etwa 20 Meter Entfernung schräg von hinten von Arnstadt, der vom Boden aufgesprungen war, angerufen. Meißner drehte sich im Gehen um, sah, wie Arnstadt auf ihn anlegte, hörte eine Kugel an sich vorbeipfeifen und warf sich zu Boden. Plüschke, der hinter Meißner ging, hörte ebenfalls den Schuss und sah, wie Arnstadt seine Pistole gezogen und auf Meißner in Anschlag gebracht hatte. Wie auch Stief, Fischer und Koch meinte er, Meißner sei zu Boden gestürzt, weil ihn der Schuss getroffen hatte. Um zu verhindern, dass Arnstadt ein zweites Mal auf Meißner schieße, riss Plüschke sein FN-Gewehr von der Schulter und gab aus der Hüfte heraus einen Deutschuss auf Arnstadt ab. Getroffen fiel dieser nach hinten um. Unmittelbar danach setzte seitens eines DDR-Grenzers und Kochs ein kurzer Schusswechsel ein. Die schnell auf dem Boden oder im hohen Korn in Deckung gehenden Beteiligten beider Seiten blieben unverletzt.
Aufgrund der Ermittlungen der Kriminalpolizei und des BGS kam die Fuldaer Staatsanwaltschaft zu der Erkenntnis, die Patrouille habe sich auf BRD-Gebiet bewegt, als Arnstadt über die Demarkationslinie einen „wahrscheinlich gezielten Schuss“ auf Meißner abgab. Der Schuss auf Arnstadt galt daher als Notwehr, woraufhin am 8. Oktober 1962 der Fuldaer Oberstaatsanwalt das Ermittlungsverfahren gegen Plüschke einstellte. Im Dezember folgte die Einstellung der erfolglosen Vorermittlungen gegen die unbekannten DDR-Grenzer, die ebenfalls geschossen hatten.

#### Ermittlungen in der DDR
Ermittelt wurde, dass Arnstadt am Vormittag des 14. August an der Grenze erschienen war, um seine Soldaten zu kontrollieren. Ob er BGS-Angehörige am späteren Tatort wegen einer Grenzverletzung an der unübersichtlichen Stelle zurückgewiesen hatte und sich daraufhin entschloss, einen BGS-Angehörigen bei einem erneuten Überschreiten der Grenze festzunehmen, oder dort von vornherein einen BGS-Beamten fassen wollte, ist unklar. Jedenfalls postierte Arnstadt seinen Fahrer Karlheinz Roßner etwas abseits und gab ihm den Befehl, einen Warnschuss abzugeben, wenn Grenzverletzer nicht auf seinen Anruf hin stehenbleiben sollten. Arnstadt selbst nahm neben zwei auf dem Boden sitzenden Grenzoffizieren Platz und wartete.
Als eine BGS-Patrouille die Grenzlinie zur DDR überschritten hatte, habe Arnstadt sie angerufen. Als sie nicht reagierte, habe sein Begleitposten Roßner befehlsgemäß mit der Maschinenpistole in die Luft geschossen und Arnstadt mit seiner Pistole einen Warnschuss in den Boden abgegeben. Diesen Schuss erwähnt im Unterschied zu späteren DDR-Berichten nur ein erster Bericht der Grenztruppen der NVA. Auch der im Urlaub befindliche Staats- und Parteichef Walter Ulbricht erfuhr durch seinen Stellvertreter Erich Honecker, der jenen ersten Bericht der Grenztruppen der NVA erhalten hatte, von einem Warnschuss Arnstadts. Nach dem bzw. den Warnschüssen hätten die BGS-Angehörigen ihre Waffen von den Schultern gerissen und gezielt auf Arnstadt und Roßner gefeuert, um sich dann, als sich eine kurze Schießerei entwickelte, unter gegenseitigem Feuerschutz auf westdeutsches Gebiet zurückzuziehen.
Ein Schuss hatte Arnstadt zwischen Nasenwurzel und rechtem Auge getroffen, er starb während seines Krankentransports nach Geisa. Als Todesschützen wurden Koch oder Meißner genannt.
Die Bezirksverwaltung Suhl des MfS meldete den Zwischenfall an Minister Erich Mielke. Das Ministerium des Innern legte am Folgetag einen ersten internen Bericht vor.
Anfang September 1962 reichte die Staatsanwaltschaft Meiningen an den Generalstaatsanwalt eine Nachricht des MfS weiter, dem der Name des Todesschützen bereits seit dem 16. August durch einen Geheimen Mitarbeiter bekannt sei. Die Nachricht, in der der Name des Täters fehlte, enthielt die Ankündigung, in den nächsten Tagen vom MfS weiterführendes „Material“ zu erhalten. Zur Übergabe oder zum Inhalt des angekündigten Materials ist nichts überliefert.
Die DDR-Ermittlungen blieben juristisch folgenlos. Zu einer Anklageerhebung gegen die beiden namentlich bekannten BGS-Angehörigen reichten sie nicht aus. Den Namen des Todesschützen Plüschke ermittelten die DDR-Behörden zu keiner Zeit.
Die in der DDR offiziell verbreiteten Darstellungen des Zwischenfalls wichen von den geheim gehaltenen Ermittlungsergebnissen ab.

#### Erste Berichte und weitere Folgen
Über dem Schauplatz des Zwischenfalls kreisten nach kurzer Zeit amerikanische Hubschrauber, beiderseits der Grenze wurde Gefechtsalarm ausgelöst und Truppen mit Panzerfahrzeugen bezogen Stellung. Meldungen gingen über die US-Botschaft in Bonn an das Außenministerium der Vereinigten Staaten nach Washington, D.C.
In Westdeutschland  berichteten bereits am Folgetag regionale und überregionale Medien aufgrund einer kurzen Pressemitteilung des BGS über den Vorfall. Schon der erste Bericht vermutete einen Zusammenhang zwischen Arnstadts Festnahmeversuch und der Verbringung der sowjetischen Artilleriezugmaschine nach Westdeutschland. Hatte Arnstadt beabsichtigt, einen festgenommenen BGS-Offizier gegen die Zugmaschine auszutauschen? Die Vermutung verstärkten Berichte von Flüchtlingen, wonach Arnstadt wegen der zwei Desertionen in seinem Verantwortungsbereich gemaßregelt worden sei, und dass in den Grenztruppen das Gerücht vom gescheiterten Austausch kursiere. Arnstadt sei mithin Opfer seines Ehrgeizes geworden.
Die Tatsache, dass Roßner den ersten Schuss abgegeben hatte, war von keinem BGS-Angehörigen bemerkt worden. Ende 1964 protokollierte die Zentrale Erfassungsstelle Salzgitter die detaillierte Aussage eines geflüchteten Volkspolizisten, der im August 1962 als Angehöriger der Grenztruppen der DDR Zeuge des Zwischenfalls gewesen war, wonach Arnstadt weder zuerst noch überhaupt geschossen hatte, sondern dessen Begleitposten Roßner. Die davon benachrichtigte Staatsanwaltschaft Fulda eröffnete erst 1966, angemahnt von der Erfassungsstelle, ein Ermittlungsverfahren gegen Roßner, um es wenig später „wegen Abwesenheit des Beschuldigten“ einzustellen. Roßners Schuss blieb weiterhin in den westdeutschen Ermittlungen unberücksichtigt.
Wenige Tage nach dem Zwischenfall stellte am 17. August 1962 der öffentliche Tod Peter Fechters an der Berliner Mauer den Grenzzwischenfall bei Wiesenfeld in der westdeutschen Wahrnehmung für immer in den Schatten.

## Arnstadt als Volksheld und Märtyrer
In der DDR wurde der Zwischenfall erst am Abend des 15. August öffentlich bekannt. Horst Sindermann, Leiter der Abteilung Agitation beim Zentralkomitee der Sozialistischen Einheitspartei Deutschlands, trat in der vom Chefkommentator des DDR-Fernsehens Karl-Eduard von Schnitzler moderierten wöchentlichen Fernsehsendung Treffpunkt Berlin auf. Abweichend von den Ermittlungsergebnissen informierte Sindermann, dass am 14. August BGS-Angehörige, dem Anschein nach „besoffen“, in Kompaniestärke an der Grenze „aufmarschiert“ seien. Dort hätten sie nach „Hetzreden“ die DDR-Grenzer provoziert, wären „dauernd“ an die Grenze gegangen und hätten sie schließlich zu dritt überschritten. Nach Anruf und Warnschuss durch DDR-Grenzer sei dann Rudi Arnstadt durch BGS-Angehörige „vom Staatsgebiet der DDR aus“ mit „gezielten Salven“ ermordet worden.
Die SED-Propaganda sorgte dafür, dass Sindermanns Version in der DDR zur Grundlage der öffentlichen Wahrnehmung wurde. Der Zwischenfall erfuhr in den ab dem 16. August veröffentlichten Presseberichten phantasievolle Ausschmückungen und Zuspitzungen. So sei Arnstadt auf DDR-Gebiet kaltblütig von BGS-Angehörigen „feige und vorsätzlich ermordet“ worden, als er mit ihnen sprechen wollte. „Agenten“ hätten „reichlich Alkohol“ an die späteren Mordschützen ausgegeben und dann das Verbrechen „befohlen“. Es habe sich um eine „gezielte Provokation der Bonner Ultras“ gehandelt, die Verantwortlichen seien „Adenauer, Lübke und Strauß“, die zu einem „Regime der Kriegsprovokateure, Bombenwerfer und Mörder“ gehörten, und mit dem „geplanten Meuchelmord“ einen „bewaffneten Zusammenstoß von nicht absehbarer Tragweite“ herbeiführen wollten. Die Berichterstattung der DDR brachte Arnstadts Tod mit dem des Gefreiten Peter Göring am 23. Mai 1962 an der Berliner Mauer in Verbindung. Göring hatte bei der „Vernichtung eines Grenzverletzers“ Westberliner Gebiet beschossen und war von einem Querschläger tödlich getroffen worden, als Westberliner Polizisten sein Feuer erwiderten. Die DDR bezeichnete beide Zwischenfälle als „Morde“ und verschwieg, dass jedes Mal DDR-Grenzer zuerst geschossen hatten.
Bereits am 16. August versicherte das SED-Zentralorgan Neues Deutschland: „...[unseren Hass] schleudern wir den Mördern ins Gesicht mit dem heiligen Schwur: Die deutsche Arbeiterklasse vergisst nicht! Die Mörder werden ihrer Strafe nicht entgehen.“ Ab September 1962 verkündete am Ort des Zwischenfalls eine westwärts gerichtete Schrifttafel: „An dieser Stelle wurde der Hauptmann Rudi Arnstadt … von Söldnern des westdeutschen Militarismus ermordet. Seine Mörder, Angehörige der BGS-Abt. Hünfeld, werden ihrer gerechten Strafe nicht entgehen“.
Bis zum Ende der DDR schilderten schriftliche Darstellungen wie auch Trauer- und alljährliche Gedenkfeiern Arnstadt als Märtyrer. Arnstadts Fahrer und Begleitposten Roßner war bei den Kultveranstaltungen nur bedingt vorzeigbar. In einem ersten Fernseh-Interview wurden seine Äußerungen „offensichtlich“ geschnitten und er musste vorzeitig aus dem Dienst der Grenztruppen entlassen werden. In einer zeugenschaftlichen Aussage erklärte er noch 1994, es sei ihm nicht klar, „warum der Arnstadt diese Festnahme unbedingt auf diese Art und Weise erzwingen wollte.“ Um Arnstadt als glücklichen Familienvater erscheinen zu lassen, wurden seine Kinder, die den Kontakt zum Vater schon im Vorschulalter verloren hatten, ins Kultgeschehen einbezogen. Im Laufe der Jahre verschwand der Warnschuss aus den Darstellungen und Arnstadt wurde zum „hinterrücks“ erschossenen Mordopfer, als der BGS auf das Gebiet der DDR „vorgedrungen“ sei und „das Feuer auf die Posten unserer Grenztruppen“ eröffnete.
Porträts Arnstadts schufen die bildenden Künstler Hans Hattop (1924–2001) im Jahr 1968, Werner Schwarz unter dem Titel In memoriam Rudi Arnstadt in den Jahren 1971, 1984 und 1986 sowie Lutz R. Ketscher 1983 mit dem großformatigen Gemälde Klassenauftrag des Soldaten in der sozialistischen Armee, Traditionsaufnahme und Vermächtnis Rudi Arnstadt.

## Der Fall Arnstadt im wiedervereinigten Deutschland

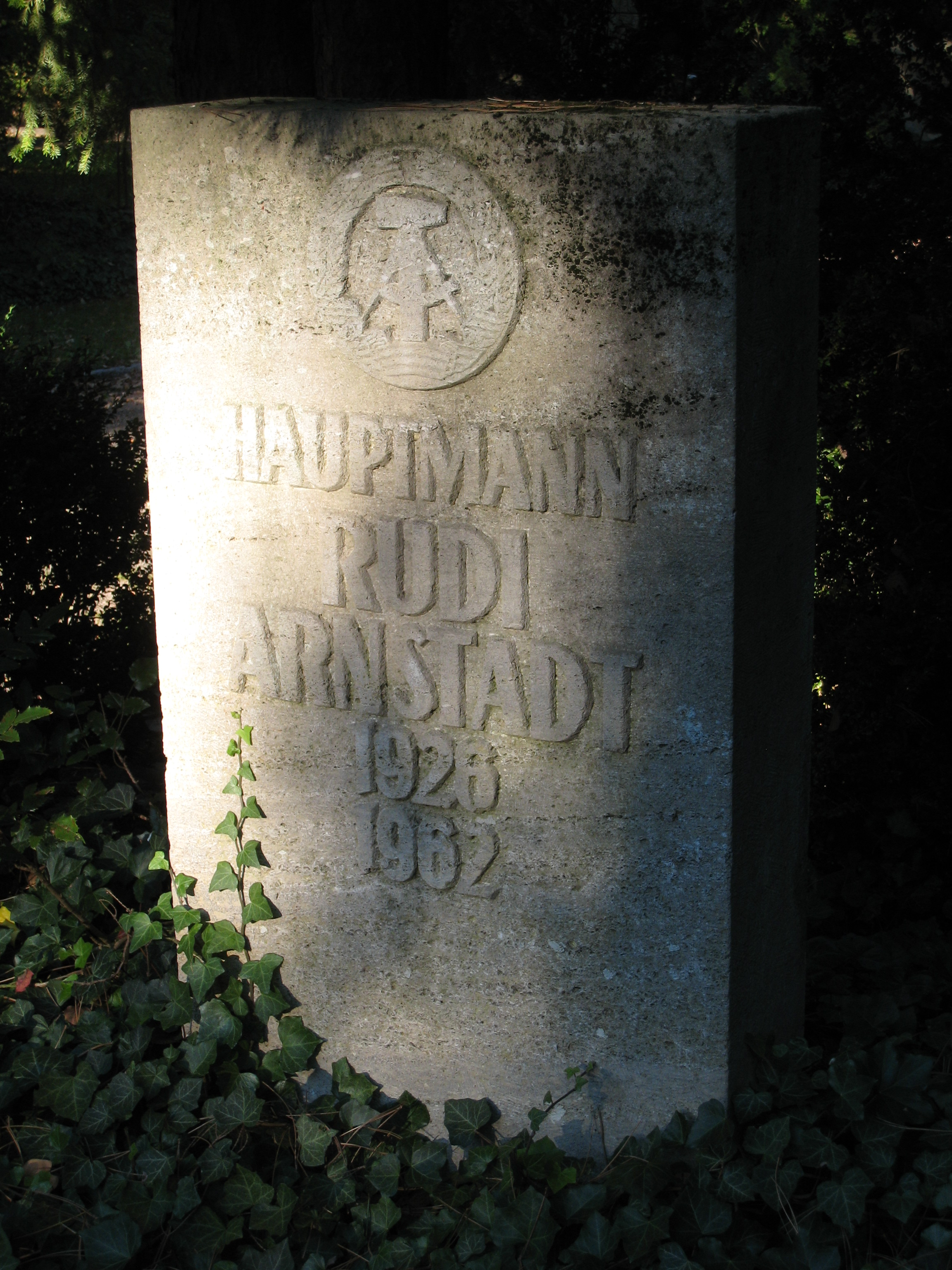
Das denkmalgeschützte Grab Arnstadts auf dem Erfurter Hauptfriedhof im Oktober 2014

Das Ende der SED-Herrschaft in der DDR hatte ein abruptes Ende des Arnstadt-Kults zur Folge. Im Februar 1990 verschwand in Geisa sein Gedenkstein von der Plinthe, um in der Karnevalssaison 1991 durch das vollplastische Wappentier des örtlichen Karnevalsvereins, eine springende Geiß, ersetzt zu werden. Allenthalben wurden in der DDR Gedenktafeln entfernt und Straßen und Institutionen, die nach Arnstadt benannt worden waren, stets gegen den Widerstand der Partei des Demokratischen Sozialismus (PDS) umbenannt. In deren Umfeld blieb die Überlieferung zu Arnstadt lebendig, allerdings gedämpft durch stillschweigende Rücknahme besonders phantasievoller Behauptungen, wie dem vorherigen Ausschank von Alkohol an die „Mörder“. Karl-Eduard von Schnitzler teilte 1994 seinen Lesern mit, er habe Arnstadt, den der BGS-Oberjäger Koch „mit einer Maschinenpistole buchstäblich durchsiebt“ habe, „gut gekannt“.
In dem Verein Gesellschaft zur Rechtlichen und Humanitären Unterstützung e. V. organisierte ehemalige Angehörige der Grenztruppen und der Staatssicherheit zeigten im Jahr 1996 bei der Staatsanwaltschaft Berlin den „BGS-Grenzoberjäger Koch“ als Todesschützen an. Der von ihnen beauftragte Rechtsanwalt und ehemalige MfS-Offizier Frank Osterloh erhielt, ausgestattet mit einem Mandat Veronika Arnstadts, im Juni 1996 Einsicht in die Ermittlungsakten. Dadurch erfuhren seine Auftraggeber erstmals von der Rolle Plüschkes. Osterloh machte gegenüber der Berliner Staatsanwaltschaft das „Fehlen wichtiger Beweismittel“ geltend, woraufhin diese ein Ermittlungsverfahren in der Todessache Arnstadt aufnahm, das sie zuständigkeitshalber an die Staatsanwaltschaft Meiningen überwies.
Diese ging davon aus, dass der Todesschuss auf hessischem Gebiet gefallen war, und leitete im Dezember 1997 das Verfahren an die Staatsanwaltschaft Fulda weiter. Roßner bestritt in einer Vernehmung sowohl, dass Arnstadt geschossen habe, als auch, dass er selbst auf die BGSler gezielt habe. Dennoch stellte die Staatsanwaltschaft Fulda unter Bezug auf ihr Ermittlungsergebnis und die Auswertung von DDR-Akten aus dem Jahr 1962 das Verfahren Anfang Mai 1998 ein.
Arnstadts Todesschütze Plüschke war anlässlich des 35. Jahrestags des Zwischenfalls im August 1997 in der Zeitung Die Welt und in der hessenschau aus seiner Anonymität herausgetreten. Er war 1970 aus dem BGS ausgeschieden und hatte in Hünfeld ein Taxiunternehmen aufgebaut. Im Fernsehbeitrag berichtete er von seiner jahrelangen Angst, durch eine Enttarnung seiner Person nicht nur sich, sondern auch seine Familie in Gefahr zu bringen.
Am 15. März 1998 wurde Plüschke während seiner Arbeit in der Nähe von Wiesenfeld durch einen Kopfschuss, der ihn über dem rechten Auge traf, getötet. Die Tat war nach dem äußeren Anschein kein Raubmord, denn Plüschkes Geldbörse war unberührt geblieben. Vielmehr deuteten Ort und Art der tödlichen Verletzung eher auf einen Racheakt an Plüschke als den Todesschützen Arnstadts hin. Dies veranlasste Vermutungen in der Presse, wie sie die Superillu unter der Überschrift „Lebt die Stasi noch?“ verbreitete. Trotz intensiver Ermittlungen, der Auslobung einer hohen Belohnung und eines Beitrags in der deutschlandweiten Sat.1-Sendung Fahndungsakte blieb der Mord an Plüschke und damit die Frage nach einem Racheakt unaufgeklärt.
Die Ehrengräbersatzung von Erfurt stellte 2010 Arnstadts Grab als „Zeugnis der DDR-Geschichte“ unter Denkmalschutz.